# Caenurgina aquamarina
Caenurgina aquamarina är en fjärilsart som beskrevs av Felder. Caenurgina aquamarina ingår i släktet Caenurgina och familjen nattflyn. Inga underarter finns listade i Catalogue of Life.